# Syndicat industrie et bâtiment
Le Syndicat industrie et bâtiment (SIB) est né de la fusion entre la FOBB (Syndicat du bois et du bâtiment) et la FTCP (Fédération du personnel du textile, de la chimie et du papier) le 5 septembre 1992. Il a pris fin avec son adhésion à Unia en 2004.

## Description
Le Syndicat industrie et bâtiment organise les travailleurs des secteurs du bois et de la construction, des industries chimique, textile et du papier et, en collaboration avec « Unia, le syndicat du tertiaire », les branches tertiaires. Il prend racine dans le mouvement socialiste des Travailleurs au XIXe siècle et parmi ses prédécesseurs dans ces différentes branches.
Le Syndicat industrie et bâtiment a fusionné avec la Fédération suisse des travailleurs de la métallurgie et de l'horlogerie (FTMH), la Fédération suisse du commerce, des transports et de l'alimentation (FCTA), « Unia » le syndicat du secteur tertiaire et Action, en 2004 pour devenir Unia.